# Popor turcic

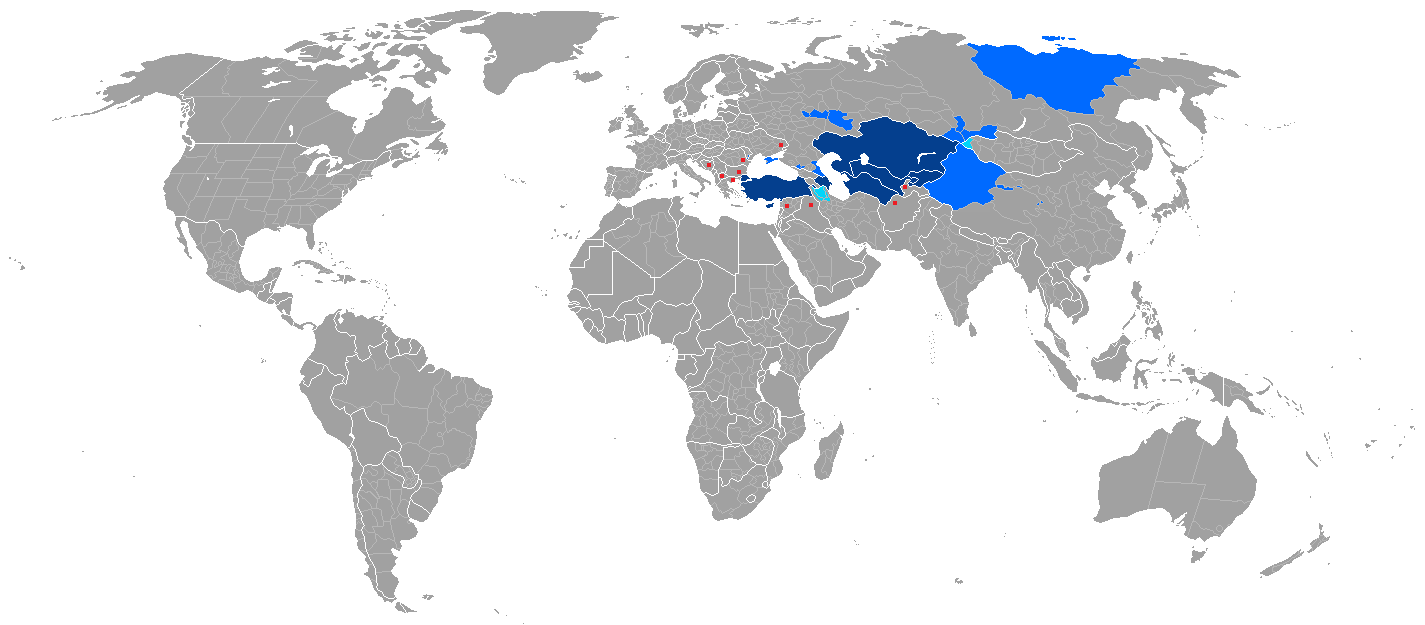
Distribuția geografică a limbilor turcice

Popor turcic este oricare dintre diversele popoare ai căror membri vorbesc o limbă din familia de limbi turcice. Aceste popoare, numărând aproximativ 150 milioane de oameni, sunt probabil descendenții unui mare grup de triburi originare din Asia centrală.

## Proveniența numelui
Prima atestare a etnonimului „turc” a fost menționarea kök türk („turcii albaștri”, la singular) într-o scrisoare trimisă în 585 de împăratului Chinei lui Isbara, hanul tribului göktürk. În misiva respectivă, monarhul i se adresează destinatarului cu apelativul „Mare Han Turc”. În inscripțiile Orhon, datate cam în aceeași perioadă, este folosită varianta „turuk”.
Utilizări mai vechi ale unor termeni similari, precum acelea pe o tabliță din secolul 20 î.Hr găsită în orașul Mari lângă Tell Hariri în nordul Irakului (menționând poporul turukku, sosit în ținuturile Tiguranim și Hirbazanim); cea chinezească din 1328 î.Hr, (care numea un popor vecin tu-kiu); cea din Zend-Avesta, în care unul dintre nepoții lui Noe este numit Turk - au o semnificație necunoscută, însă unii cercetători sunt de părere că acestea ar fi semne pentru o continuitate istorică, sugerând chiar o unitate etnică și, poate, lingvistică.
O etimologie populară în Turcia contemporană este că sensul primar al cuvântului türk ar fi „tare; puternic”. În secolul al XVI-lea turcii otomani credeau că türk însemna "Cel care a atins cea mai înaltă treaptă a perfecțiunii" ('kemâle ermiș')
Cuvântul "turcic/turcică" este în zilele noastre folosit în principal pentru a denumi popoarele și limbile întregii zone, în vreme ce "turc/turcă" este folosit în mod obișnuit pentru a denumi poporul și limba  Turciei, cât și unele dintre particularitățile etnice și culturale ale acestui popor și ale minorităților etnice din țările vecine.
Unii consideră aceasta drept distincție artificială și afirmă că limbile turcice nu fac între ele asemenea diferențieri, ele fiind în fapt dialecte ale unei singure limbi. În limba turcă modernă (din Turcia), termenul "türk" se referă la poporul și limba turcă în timp ce termenul "türki" se referă la popoarele și limbile turcice.
Se mai afirmă că cele mai multe separări sunt produsul stalinismului și că, înainte de formarea Uniunii Sovietice,  termenul turcesc era folosit pentru a descrie toate popoarele turcice care, prin similaritățile de limbă și cultură, erau văzute ca părți ale unei mari familii de popoare, ale unui „Türkistan”. Există  îngrijorări că cea mai mare parte a acestei dezbateri este folosită ca suport al teoriei rasiale a panturcismului, pretinzând că diferențele culturale, religioase, istorice, politice, chiar și rasiale sunt prea mari pentru a vorbi despre unitate.

## Istorie
Se crede că toate popoarele turcice sunt originare din Asia Centrală. Unii istorici pretind că turcii sunt originari din Asia de vest și au migrat în timpuri preistorice în Asia Centrală, în timp ce alții cred că migrația către Asia de vest și interacțiunile turcilor în diferite parți ale lumii în perioada antică,  (înainte de apariția hunilor), au apărut via Asia Centrală.
Comparații ale limbii sumeriene antice, (pe care ei o numesc limba uralo-altaică), cu limbile turcice moderne arată similarități de vocabular. Se afirmă, având ca bază această comparație,  ca sumerienii sunt cel mai vechi popor turcic menționat în documente, că ei își au originile în estul Mării Caspice dar și-au clădit o civilizație în Mesopotamia.  Alții resping aceasta ca pe o expresie a ideologiei pan-turcice, arătând că majoritatea lingviștilor consideră sumeriana ca o limbă izolată, în timp ce alții o leagă de limbile dravidene. Mai mult, clasificarea limbilor într-un grup uralo-altaic este deseori criticată, datorită lipsei de dovezi și a lipsei de similarități evidente dintre limbile clasificate astfel.
Unii savanți consideră hunii, ale căror origini merg până spre anul 1200 î.Hr, ca unul dintre primele popoare turcice.
Lăsând aceste controverse deoparte, data precisă a expansiunii inițiale din țara mamă rămâne neștiută.  Primul stat cunoscut ca "turc" , care mai apoi a dat numele multor state și popoare după aceea, a fost acela al gokturcilor  din secolul al VI-lea (gog = 'albastru' sau  'ceresc'). Acest stat pare să apară în urma răscoalei unui popor de origine turcică, cel pe care chinezii îl numeau tu-kiu, împotriva juan-juanilor (Jou-jou). Căpetenia lor Bumin își va lua numele de Kagan, fiind urmat de fratele său Istemi-Kagan. Începând cu anul 581 î.e.n, confederațiile statale de la est și vest de Altai se despart, turcii numindu-se astfel occindentali și orientali.
Popoarele turcice mai târzii includ karlucii (mai ales în secolul al XVIII-lea), uighurii, turcii oghuz sau turcii Ğuz  și turkmenii. Cum aceste popoare au fondat state într-o zona cuprinsă între Mongolia și Transoxiana, au venit în contact cu popoarele musulmane și au adoptat treptat islamismul. Totuși,  au fost și mai sunt încă popoare turcice de alte religii, cum sunt: creștinism, iudaism (vezi khazarii), budism și zoroastrism.
Soldații turcici din armata califilor Abbasizi au ajuns conducătorii  de facto ai Orientului Mijlociu musulman (exceptând Siria și Egiptul), în mod deosebit după secolul al X-lea.  Oghuzii și alte triburi au ocupat diferite țări sub conducerea dinastiei turcilor selgiucizi și până în cele din urmă au cucerit teritoriile dinastiei Abaside și ale Imperiului Bizantin.
În acest timp, kirghizii și uigurii se luptau între ei și cu puternicul Imperiu Chinez. Kirghizii s-au așezat în final în regiunea cunoscută acum ca Kârgâzstan. Tătarii au cucerit teritoriul bulgarilor de pe Volga care astăzi este Tatarstanul, urmând invazia mongolă spre vest a lui Ginghis Han din secolul al XIII-lea. Bulgarii au fost numiți de ruși tătari  din greșeală. Adevărații tătari trăiesc numai în Asia. Tătarii europeni sunt de fapt bulgari. (Bulgarii au venit în Europa în secolele al VII-lea și al VIII-lea). Peste tot, populațiile turcice s-au amestecat într-o oarecare măsură cu alte populații locale.
În vreme ce statul selgiucid a intrat în declin după invazia mongolă, Imperiul Otoman s-a ridicat ca noul stat turcic care a juns să domine nu numai Orientul Mijlociu, dar și Europa de sud-est și părți ale Rusiei sudice și ale Africii de nord. În același timp, alte grupuri turcice au fondat dinastii în Iran sau în nordul Indiei (Imperiul Mogul).
Imperiul Otoman a slăbit datorită repetatelor războaie cu Rusia și Austria, ca și datorită creșterii mișcărilor de eliberare națională din Balcani și mai apoi a dispărut dupa primul război mondial, în locul lui apărând republica Turcia din zilele noastre.

## Răspândirea geografică și diviziunile etnice

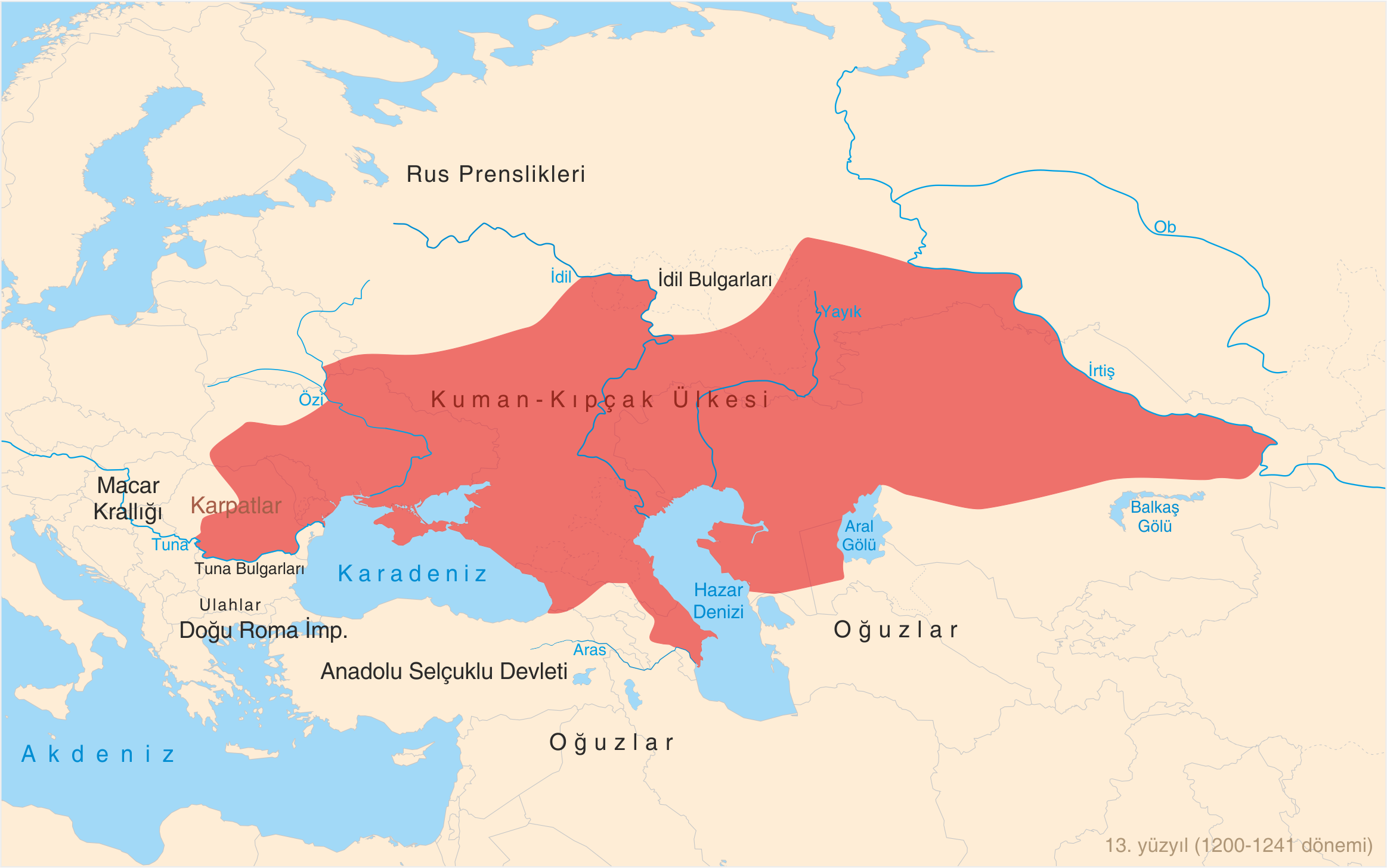
Răspândirea cumanilor-kipchacilor

În ziua de azi, cea mai mare populație turcică trăiește în Turcia. Alte populații turcice numeroase trăiesc în Azerbaijan, Cipru, Iran, Kazakhstan, Kârgâzstan, Rusia, Turkmenistan și Uzbekistan. De asemenea, mai trăiesc populații turcice în China, în nordul Irakului, Afghanistan, Republica Moldova, și în  Balcani (în special în Grecia, Bulgaria, România și în  fosta Iugoslavia). Un număr mic de persoane turcice trăiesc de asemenea în Vilnius, capitala Lituaniei.
O graniță exactă între diferitele popoare turcice nu poate fi trasată cu exactitate. Unii oameni de știință divid aceste popoare în șase ramuri: oghuzii, kipchacii, kurlucii, siberienii, ciuvașii, și yakuții.
Una dintre cele mai mari dificultăți întâmpinate în încercarea de clasificare a diferitelor limbi, dialecte, popoare și grupuri etnice turcice este impactul avut de Uniunea Sovietică (și în mod particular de politica națională a lui Stalin, de crearea unor noi granițe naționale și de deportarile în masă), asupra amestecurilor etnice în regiunile care fuseseră mai înainte zone multiculturale precum  Khiva/Khwarezmia, valea Fergana și  Caucaz. Clasificarea menționată mai sus nu este de aceea nici în detaliu, nici în general suficient de exactă. Un alt aspect dezbătut este influența pan-turcismului și naționalismului în creștere asupra percepțiilor diviziunilor etnice din republicile din Asia Centrală care și-au câștigat de puțină vreme independența.

## Înfățișare fizică
Popoarele turcice diferă de multe ori în ceea ce privește înfățișarea fizică. Majoritatea popoarelor turcice, din vestul Chinei până în răsăritul Europei, se pare că au caracteristici ale rasei albe (caucazian). Unii au caracteristici ale rasei albe precum ochii albaștri și părul blond sau roșcat, deși cei mai mulți reprezentanți ai popoarelor turcice au o înfățișare mediteraniană, cu părul și ochii negri, cu piele măslinie până la tuciurie. În unele zone turcice, este comună existența oamenilor care au pielea albă, părul și ochii deschiși la culoare dar care au o față cu structură mongoloidă (precum e cazul unor uzbeci sau tătari). Majoritatea persoanelor turcice au pomeții ridicați, capete rotunde și părul drept.
Sunt multe discuții pe seama originii rasiale a popoarelor turcice, unii considerând că există o rasă ural-altaică compusă din unguri, finlandezi, estoni, popoare turcice, mongoli și tunguși; alții considerând că exista o rasă turcică separată, parțial amestecată cu mongoli. Alții atrag atenția din nou că multe limbi au fost adoptate fie benevol fie silit de alte popoare diferite rasial. Teoria acceptată curent este aceea a moștenirii lingvistice și rasiale separate, bazate pe o multitudine de invazii, războaie, imperii și migrații ale populației.

## Religia
Cele mai multe popoare turcice sunt musulmane sunnite. Dar mulți oameni din estul Turciei sunt aleviți și cea mai mare parte a locuitorilor Iranului și Azerbaijanului sunt musulmani șiiți.
Ciuvașii din Rusia și găgăuzii din Republica Moldova sunt în mare parte creștini.
Unele popoare turcice (în mod special în regiunile autonome rusești Altai, Hakas, și Tiva) sunt adepți ai șamanismului. Șamanismul a fost religia predominantă a diverselor ramuri turcice până prin secolul al VIII-lea, când cei mai mulți au trecut la islam.
Mai sunt unele popoare turcice de religie  budistă, mozaică, zoroastrică și bahá'í

## Lumea turcă și pan-turcismul
Unii se referă la țările, regiunile și popoarele turcice ca la o parte a „lumii turce”. Alții sunt îngrijorați că aceasta este un rezultat și un exemplu al panturcismului, creat să încurajeze dorințele hegemonice sau chiar imperiale ale Turciei moderne. 
Susținătorii acestui termen arată că, în același fel, arabii cred despre ei că fac parte dintr-o mai mare „lume arabă”.
Este de asemenea spus că încurajarea acestor afinități lingvistice poate fi utilizată ca un vector pentru dezvoltarea regională și mărirea securității în zonă.
Oponenții indică naționalismul și trecutul imperial al Turciei, rolul mișcărilor panturcice în războiul civil din Rusia și diversitatea culturală, religioasă și politică a popoarelor și grupurilor etnice turcice; ei cred că o mișcare pentru o mai mare unitate pan-turcică poate avea o influență negativă în zonă.